# Centre politique des indépendants et cadres chrétiens
Le CEPIC est un ancien mouvement politique belge francophone, actif de 1972 à 1982.
Il s’inscrit dans la lignée du Mouvement chrétien des indépendants et des cadres.

## Historique
Le CEPIC, fondé en 1972, et considéré comme l'aile droite du parti social-chrétien, se définissait comme un mouvement politique « en réaction à l'organisation et à la structuration de l'aile démocrate-chrétienne » de centre gauche du Parti social-chrétien. Ils défendaient un programme économique libéral pour s'opposer à l'esprit « collectiviste » de l’époque. Lors de son premier congrès en 1975, il reçut les encouragements de Charles-Ferdinand Nothomb et de Leo Tindemans (premier ministre CVP de l’époque).
Le CEPIC, situé en face de l’Université libre de Bruxelles, entretient des contacts avec plusieurs organisations de droite radicale, comme le Centre européen de documentation et d’information (CEDI) de Paul Vankerkhoven (nl), chef de la Ligue internationale de la liberté (LIL) et de la section belge de la World anticommunist League (en sigle WACL). Sa dissolution est ordonnée en 1982 par le président du PSC Gérard Deprez. Une partie de ses membres reste au PSC et fonde le Rassemblement du centre, plus modéré; une autre s’en va au PRL et une troisième met sur pieds une nouvelle formation politique, le Parti libéral chrétien (PLC).  Ardent défenseur de la Belgique unitaire et très hostile à l'immigration, le PLC visait la promotion de la morale chrétienne et les valeurs libérales. Il s'est présenté aux élections législatives de 1985 et aux élections communales de 1988, avec un score très faible. Plusieurs anciens de ce parti entretient des relations avec les groupes intégristes catholiques.
La presse belge a établi de liens entre certains responsables du CEPIC et l’extrême droite (Nouvel Europe Magazine, Front de la jeunesse et Parti des forces nouvelles).
L'esprit du Cepic se retrouve également dans le journal politico-satirique Pan.

## Présidents successifs
- André Saint-Rémy
- Paul Vanden Boeynants (20 juin 1977- 1979)[9],[10]
- Jean-Pierre Grafé